# Île Matsqui
L'île Matsqui est une île de Colombie-Britannique sur le fleuve Fraser.

## Géographie
Elle se situe entre Abbotsford et Mission, près du pont de Mission. Elle s'étend sur 4,3 km de longueur et 1,4 km de largeur.

## Histoire
Elle appartient au Matsqui First Nation (en).